# Pardon My English
Pardon My English is een musical met muziek van George Gershwin en teksten van Ira Gershwin op een libretto van Herbert Fields en Morrie Ryskind en geproduceerd door Alex A. Aarons en Vinton Freedley. De wereldpremière, eigenlijk een try-out, was op 2 december 1932 in het Garrick Theatre te Philadelphia en de Broadway première op 20 januari 1933 in het Majestic Theatre in New York. Er werden in totaal slechts 46 voorstellingen gehouden, voor die tijd een zeer teleurstellend resultaat. 

## Ontstaansgeschiedenis
Ondanks het feit dat alle ingrediënten voor een succesvolle musical aanwezig waren is de musical geflopt. Een van de redenen is dat de hoofdrolspeler Jack Buchanan, een gerenommeerde Engelse musicalartiest niet overweg kon met zijn rol. Hij moest twee karakters in een spelen, die van een Duitse crimineel en die van een Engelse lord; een soort van “dr.Jekyll and Mr.Hyde” rol. 
Na de mislukte try-out in Philadelphia, het publiek kon het verhaal niet volgen en had geen waardering voor sterspeler Buchanan, trok Morrie Ryskind zich kwaad terug uit het project. Herbert Fields heeft vervolgens in zijn eentje het verhaal omgegooid naar een juwelenroof in de Duitse stad Dresden. Het resultaat was een onsamenhangend script bestaande uit allerlei losse lijntjes geschreven binnen het tijdsbestek van een maand. 
Buchanan was ook niet blij met de ontwikkelingen rondom zijn rol en zijn persoon en kocht zichzelf uit het contract voor een bedrag van 20.000 dollar. Het vinden van een geschikte opvolger ging heel moeizaam. 
Inmiddels had men de hulp van scenarioschrijver Jack McGowan – van Girl Crazy - gevraagd. Twee weken voor de première op Broadway kwam hij helpen en toen kreeg producer Aarons last van zijn nierstenen. 
Het ene probleem stapelde zich op het andere probleem. McGowan voegde enkele personages toe aan het verhaal en breidde de rol van politiecommissaris Bauer uit, gespeeld door radiopresentator en ster Jack Pearl, landelijk bekend van zijn programma "Baron Munchausen". 
De herschreven productie had zijn try-out op 2 januari 1933 in Newark en werd goed ontvangen, maar de première op Broadway, een paar dagen later, werd volledig afgebrand. Er bleef geen spaan van over. 
Herbert Fields en de Gershwins kregen de schuld. Fields omdat er -volgens de critici- een belachelijk verhaal op de planken werd gebracht, waar hij verantwoordelijk voor was, en de Gershwins omdat men vond dat verschillende songs totaal niet bij bepaalde rollen pasten. Begin december in Philadelphia werd de muziek nog beoordeeld als “uiterst melodieus” en “een prettige constante factor in de show”, zes weken later in New York werd het bestempeld als “geschetter” en “muziek gemaakt op de automatische piloot”. 
De musical werd uiteindelijk maar 46 keer opgevoerd. Het slechtste resultaat van alle Gershwinmusicals. Ira Gershwin omschreef het Pardon My English-project als “hoofdpijn van het begin tot en met het eind”. 
Na het debacle werd een van de eerste versies van het scenario – die van 15 november 1932 - afgegeven aan het Library Of Congress en het manuscript van de musical – muziek en songs - werd opgeslagen bij de uitgeverij waar het bleef liggen tot en met 1982 toen het per ongeluk werd ontdekt in een opslagplaats van Warner Brothers Music, New Jersey. In 1987 werd het gevonden manuscript weer voor het eerst opgevoerd. In de jaren daarna is het beetje bij beetje gerestaureerd tot men in 1994 tot een verantwoorde versie kwam: de juiste songs op de juiste plekken, gezongen door de rollen waar ze in eerste instantie voor geschreven zijn. Deze gerestaureerde versie van Pardon My English is op cd uitgebracht door Elektra Nonesuch in 1994.

## Verhaal

### Eerste bedrijf
Om de verkoop van bier en wijn te promoten, verbiedt de Duitse regering de verkoop van alle niet-alcoholische dranken. Als reactie hierop opent Golo Schmidt “Club 21”, een ‘speakeasy’, waar klanten de verboden drankjes zoals cream soda en Ginger ale kunnen drinken. Politiecommissaris Bauer maakt er zijn levensdoel van om de illegale handel te stoppen.
Golo besluit een verjaardagsfeestje voor Bauer te verstoren, maar terwijl hij onderweg is naar het feest wordt hij door een auto aangereden en bewusteloos geslagen. Als hij wakker wordt in het huis van Bauer, gelooft hij dat hij Michael Bramleigh is, een beschaafde rijke lord. Hij wordt uiteindelijk verliefd op Bauer's dochter Ilse en vraagt haar ten huwelijk.
Als Bramleigh een vogelnestje op zijn hoofd krijgt, keert zijn geheugen terug. Golo, die zich niets meer herinnert van zijn relatie met Ilse, keert terug naar Club 21 waar zijn geliefde Gita Gobel op hem wacht. 

### Tweede bedrijf
Als hij hoort dat de dochter van Bauer op het punt staat te trouwen, is hij van plan de bruid te ontvoeren en haar vast te houden voor losgeld. Op de bruiloft ziet Golo Ilse, die natuurlijk denkt dat hij haar verloofde Michael is. De twee vluchten weg naar een herberg in Schandau.
Golo, die op onverklaarbare wijze in eens weer denkt dat hij Michael is, keert terug naar het huis van Bauer en verontschuldigt zich voor het feit dat hij de bruiloft heeft gemist. De twee spreken af om Ilse te zoeken en haar te redden van haar ontvoerder. Herkend als Golo door sommigen en als Michael door anderen, raakt de held verstrikt in een reeks komische verwikkelingen.

## Cast
- Lyda Roberti
- George Givot
- Jack Pearl
- Barbara Newberry
- Josephine Huston
- Carl Randall
- Cliff Hall

## Songs
- Isn’t It A Pity
- I’ve Got To Be There
- Lorelei
- Luckiest Man In The World
- My Cousin In Milwaukee
- So What?
- Where You Go I Go
- Dancing In The Streets
- Hail The Happy Couple
- He’s Not Himself
- In Three-Quarter Time
- Pardon My English
- The Dresden Northwest Mounted
- Tonight
- What Sort Of Wedding Is This?
- Two Waltzes In C

Niet gebruikt:
- Bauer’s House
- Fatherland
- Freud And Jung And Adler
- Mother Of The Band
- Poor Michael, Poor Golo!
- Together At Last

De zeven vetgedrukte songs zijn hits geworden. Two Waltzes in C is in 1975 uitgebracht als stuk voor pianosolo.

## Bijzonderheden
- Het oorspronkelijke verhaal, een satire op de Amerikaanse drooglegging, speelt zich af in de Duitse plaats Dresden: De Europese première was 29 november 2009 in Dresden.
- In 1994 bracht Nonesuch een cd-box, inclusief een uitgebreid boekwerk, uit met een geheel complete restauratie van de musicalversie uit 1933. Gerestaureerd door Tommy Krasker en uitgevoerd onder leiding van Eric Stern.[2]